# Eilolfo
Eilolfo o Eilulphus (IX secolo – 902/904) è stato un vescovo italiano.
È stato vescovo di Asti tra il 901 ed il 902/904.

## Biografia
Il suo episcopato è stato fortemente sostenuto da Lodovico III probabilmente in seguito ai servigi di Eilolfo verso l'imperatore.
Il primo documento attestante Eilolfo quale vescovo astense è datato 18 giugno 901.
Un altro documento lo cita nel 25 febbraio 902.
Esiste un terzo documento che erroneamente l'Ughelli cita con la data dell'812, ma che secondo il Savio debba collocarsi nel marzo del 902, in seguito ad un lascito di una certa Emelda verso il vescovado.
Alcuni studiosi, associano il nome del vescovo Eilolfo a quello di San Bernolfo, santo martirizzato nei pressi di Mondovì.
La vicenda sorge nel 901, quando l'imperatore Ludovico III di Provenza, deposto il Conte di Bredulo, affidò i territori al vescovo di Asti Eilolfo.
Secondo la tradizione popolare, questi venne ucciso in un'imboscata durante una scorreria saracena, attorno al 904, a Priola nei pressi di Mondovì.
La tradizione vuole che nei secoli il nome del vescovo astigiano si sia trasformato in quello di Bernolfo, dato che nell'elenco dei vescovi di Asti, non compare in realtà nessun vescovo con tale nome e nemmeno esistono documenti in proposito.
A seguito del martirio, le spoglie di Eilulfo/Bernolfo furono sepolte sulle rive dell'Ellero e successivamente trasferite nella cattedrale di Mondovì.